# Francesc de Bofarull i Sans
|  | Per a altres significats, vegeu «Francesc Bofarull». |

Francesc de Bofarull i Sans   (Barcelona, 2 de setembre de 1843 - Barcelona, 6 de febrer de 1938) fou un arxiver i historiador català.

## Biografia
El seu pare fou Manuel de Bofarull i de Sartorio, arxiver de la Corona d'Aragó. En morir aquest va continuar la seva tasca, entre 1893 i 1911.
Va estudiar la carrera de Dret, perfeccionant-la amb estudis a l'Escola Superior de Diplomàtica, i 
va formar part de la junta directiva de l'Ateneu Barcelonès. El 1883 fou escollit acadèmic de l'Acadèmia de Bones Lletres de Barcelona i acadèmic corresponent de la Reial Acadèmia de la Història.

## Publicacions destacades
- Bibliología (1890)
- El Testamento de Ramon Llull (1899)
- Antigua Marina Catalana (1901)
- La heráldica en la filigrana del papel (1901)
- Los animales en las marcas del papel (1910)